# Western Star
Western Star – amerykański producent samochodów ciężarowych z siedzibą w Portland, w stanie Oregon.
Przedsiębiorstwo założone zostało w 1967 roku, początkowo jako marka spółki White Motor Company, pod którą oferowano pojazdy na zachodnim wybrzeżu Stanów Zjednoczonych. Obecnie Western Star należy do grupy Daimler AG.